# Contra Todos
Contra Todos és una pel·lícula brasilera del 2004, del gènere drama, amb guió(parcial) i direcció de Roberto Moreira. Va ser la producció brasilera més premiada l'any 2004. Produïda per Fernando Meirelles, Roberto Moreira, Andrea Barata Ribeiro, Bel Berlinck i Georgia Costa Araújo, i l'edició és de Mirella Martinelli.

## Sinopsi
Una família, formada per Clàudia (mestressa de casa), Teodoro (pare de família religiosa) i la filla rebel Soninha, mostra els seus valors completament deteriorats. Tant la Clàudia com el Teodoro tenen amants, mentre que la Soninha, que té una relació difícil amb els seus pares, té una aventura amb Waldomiro, un amic de la família que treballa amb en Teodoro.
La insatisfacció amb el matrimoni, combinada amb la mort del seu amant, fa que la Clàudia abandoni la casa. Teodoro, molest inicialment per això, acaba decidint marxar també de casa i anar a viure amb la seva amant, Thereza, molt religiosa.

## Repartiment
- Giulio Lopes com a Teodoro
- Leona Cavalli com a Cláudia
- Sílvia Lourenço com a Soninha
- Aílton Graça com a Waldomiro
- Martha Meola com a Terezinha
- Dionísio Neto com a Lindoval
- Paula Pretta com a Claudete
- Gustavo Machado com a Marcão
- Ismael de Araújo com a Júlio
- Waterloo Gregório com a Luiz
- Laís Marques com a Regina
- Alessandro Azevedo com a Tião
- Sérgio Cavalcante
- Elder Fraga

## Producció
Roberto Moreira es va estrenar com a director de llargmetratge, tots els actors del repartiment de Contra Todos van acceptar participar en el projecte sense conèixer el guió. Només van tenir contacte amb el text durant els assajos de gravació.
La pel·lícula fou produïda per Fernando Meirelles, Roberto Moreira, Andréa Barata Ribeiro, Bel Berlinck i Geórgia Costa Araújo. El rodatge va tenir lloc a la Zona Leste de São Paulo. La ubicació es va escollir amb la intenció d'evitar reproduir una perifèria clixé de la resta de produccions, amb un fons sorollós, ple de nens i música.
Tots els plans de rodatge es van dur a terme amb una càmera portàtil. El director de la pel·lícula va declarar que un cop finalitzada la filmació no tenia ni idea de quina pel·lícula en sortiria com a resultat. També afirma que les escenes fluïen lliurement, anant més enllà del que s'havia imaginat. El final de la pel·lícula en si va ser totalment diferent del que es va proposar inicialment. La pel·lícula es considera innovadora i experimental per aquest fet.

## Llançament
La pel·lícula va ser seleccionada per al 54è Festival Internacional de Cinema de Berlín, un dels esdeveniments cinematogràfics més grans i tradicionals del món, que es va projectar el febrer de 2004. Després va fer una gira per diversos festivals de cinema d'arreu del món. L'11 d'abril de 2004 es va estrenar a Hong Kong durant el Festival Internacional de Cinema de Hong Kong. El mateix mes es va estrenar a Macau.
El 30 d'abril de 2004 es va estrenar a França al Festival de Cinema Brasiler de París. Al llarg de 2004, va participar al Cinemanila Film Festival, a les Filipines, al Festival Internacional de Cinema de Chicago, als Estats Units, i al BFI London Film Festival, a Regne Unit

## Premis
- Millor pel·lícula i millor actriu (Sílvia Lourenço) al Festival do Rio.
- Millor director (Roberto Moreira), Millor actor (Giulio Lopes), Millor direcció artística i Millor so al Festival Audiovisual de Cine PE
- Silver Firebird Award for Young Cinema, del Festival Internacional de Cinema de Hong Kong.
- Millor actriu (Sílvia Lourenço) al Festival Llatinoamericà de Trieste.
- Millor actor (Giulio Lopes - Trofeu Calunga) al 8è Cine PE.
- Millor actor (Ailton Graça) al Festival de Cinema Luso-brasiler de Santa Maria, Portugal.